# Артър Еванс
Артър Еванс (на английски: Arthur Evans) е английски археолог и пионер в изучаването на егейските цивилизации от Бронзовата епоха. Член на Кралското научно дружество и на Кралската академия по инженерни науки.
Известен е преди всичко с разкопките на двореца Кносос на остров Крит. Привърженик на концепцията на Шлиман за микенска цивилизация, той установява наличието на друга, минойска цивилизация. Еванс е първият, открил критската писменост Линеар А и Линеар Б, както и на по-ранна пиктографска писменост.
Макар да не политик или военен и вероятно никога да не е работил за правителството, той играе важна роля в неофициално качество при решаването на политически въпроси на Балканите и Близкия Изток.

## Биография
Роден е на 8 юли 1851 година в Наш Милс, графство Хартфордшър, Великобритания, син на известния историк и колекционер Джон Еванс. Получава образованието си в Хароу и Оксфорд, където следва съвременна история (Modern History) в Брейсноус Колидж от 1870 до 1874.
Семейството на баща му е добре обезпечено и Артър има възможност да пътешества из Европа. Посещава Австрия, Франция, Лапландия, Финландия и Швеция. През 1872 г. пътува из Карпатите, където за първи път среща турци. През 1875 година прекарва известно време в Университета в Гьотинген и прави първото си пътуване до Босна и Херцеговина през август, в разгара на размириците на Херцеговинско-босненското въстание. Приключенията си описва в брошура „Through Bosnia and Herzegovina“, която става толкова популярна, че претърпява две издания – през 1876 и 1877 г.
Замисленото продължаване на следването в Гьотинген не се осъществява и през 1877 г. Еванс се установява в Далмация като кореспондент на '„Манчестър Гардиън“. След година се жени за Маргарет Фрийман, дъщеря на негов преподавател от Оксфорд, и семейството си купува къща в Дубровник (тогава Рагуса). Привърженик на борбата за независимост на славяните, той не крие своята подкрепа и през 1882 г. е арестуван като британски агент и впоследствие депортиран от австро-унгарците. През 1883 той и Маргарет се завръщат в Оксфорд, където не след дълго Артър е назначен за уредник на Ашмолевия музей (Ashmolean Museum). Освен работата си в музея, Еванс пътува отново из Балканите, Гърция и Италия, посещава и Северна Африка. Става първият, посочил и разкрил местата на римски градове и пътища в Босна и Македония. Прави карта на римските пътища и започва неголеми разкопки в Черна гора. Пътува до Кавказ и Крим.
През 1893 г. Маргарет умира и неговите интереси се насочват окончателно към Крит. В периода 1894 – 99 година пътува много из острова в търсене на писменост, като откритите от него артефакти класифицира като три различни вида: пиктографско и „предфиникийско“ писмо (по-късно наречени линеар А и линеар Б). От 1900 до 1931 година провежда археологически разкопки в Кносос, който се оказва най-големият обект от периода за района на Средиземноморието. Въпреки това Еванс запазва репутацията си на славянофил сред сърби, хървати и бошняци. Той участва в политическия живот на Балканския полуостров, като се включва в преговорите за подписване на Лондонския мирен договор през 1913 г. след Балканските войни. През 1914 г. приютява бежанци от Дубровник в имението си до Оксфорд, а през 1915 г. изпраща обръщение до министър-председателя Аскуит по повод следвоенната съдба на южнославянските народи. Поканен е неофициално на Версайската конференция за разработване на проекта за създаване на югославска държава. След смъртта на Еванс през 1941 г. югославското правителство изпраща официална делегация на погребението.

## Научна дейност

### Уредник на музея в Оксфорд
Артър Еванс е уредник на Ашмолевия музей от 1884 г. в продължение на 25 години до 1908 г. и става извънреден професор по праисторическа археология през 1909 г.. Извършва реорганизация и успява да го превърне в първокласно научно учреждение, с фокус върху археологията. Увеличава археологическите колекции, като закупува по 2000 експоната годишно. През 1894 г. премества помещенията на музея от Broad Street (днес там е музеят по история на науката) на Beaumont Street благодарение на финансова помощ от Чарлз Фортнъм (C. Drury E. Fortnum), който дарява и личната си колекция. По-късно Еванс също дарява бащината си колекция на музея и завещава и своята лична колекция. Днес благодарение на това музеят има една от най-добрите колекции на експонати от Крит.

### Археологически разкопки
През 1886 г. извършва разкопки в Ейлсфорд, Кент, където открива различни предмети от желязната епоха във Великобритания, сред които първата керамика, направена с грънчарско колело, и прави сравнение с подобни находки в Белгия. Неговата теория за културата, наречена по-късно с името Aylesford-Swarling pottery, допринася за изучаването на периода.
В началото на 1890-те години Артър и Маргарет пътуват до Гърция, където се срещат с Хайнрих Шлиман и обсъждат резултатите от научната работа на Шлиман. Там се заражда интересът на Еванс към егейските цивилизации, с приноса си към които ще стане известен по-късно.

#### Разкопки на Кносос
По време на пребиваването си в Атина Еванс попада на няколко плочки от Крит, изписани със странни знаци, които определя като непозната писменост. Това го отвежда на остров Крит за първи път през 1894 г. Еванс смята, че езикът, записан с тази писменост, условно наречена Линеар Б, не е гръцки, но когато тя е най-сетне разшифрована през 1950-те години става ясно, че това е древногръцки език и Линеар Б е основната писменост, използвана от Микенската цивилизация. На следващата година Еванс публикува статията Cretan Pictographs and Prae-Phoenician Script. През 1896 г. той прави предположението, че микенската цивилизация в континентална Гърция води произхода си от Крит. Три години по-късно тоя закупува парцела, който днес съдържа Кносос и през март 1890 започва разкопки, с които след няколко месеца открива останките на дворец, обхващащи 2,2 хектара. Всъщност „дворец“ в случая е неточно, защото Кносос е съвкупност от над 1000 свързани помещения, някои от които са били работилници и складове за храна. Той е служил като централно хранилище и едновременно с това като религиозен и административен център.
Това натрупване на помещения напомня на лабиринта, описан в митологията, в който цар Минос държи минотавъра.
Въз основа на стратиграфията и намерената керамика Еванс цаключава, че на Крит е съществувала цивилизация, предходна на тази, която разкрива Хайнрих Шлиман в Микена и Тиринт, и я нарича минойска.
Към 1903 г. е разкрита по-голямата част от двореца и са намерени произведения на изкуството и писмени паметници. На стените са изрисувани множество сцени с изображения на бикове, които навеждат Еванс на мисълта, че минойците са почитали бика като божество. През 1905 г. той приключва разкопките и предприема реставрация на т.нар тронна зала, като поверява реставрацията на швейцарските баща и син Гилиерон. Макар Еванс да се придържа към археологическите находки, някои от най-известните фрески от тронната зала са измислени от двамата художници Гилиерон и това предизвиква много критики.
|      |
| Баня |

|                   |
| Голямото стълбище |

|                                                              |
| Мегаронът на царицата (реконструкция на Емил Жилерон-младши) |

|                                           |
| Различни фрески, сред които и Парижанката |

## Трудове
По време на разкопките Еванс намира 3000 глинени таблички с критска писменост, които подрежда и преписва, като публикува труда си Scripta Minoa (1909). Тъй като някои от оригиналите са изгубени, неговите преписи днес са единственият източник на надписите. Той предполага, че написаното е на две различни писмености, които по-късно получават имената Линеар А и Линеар Б, като първата предхожда втората. Според Еванс табличките с Линеар Б (наречени табличките с колесниците според изобразеното на тях) са от периода непосредствено преди колапса на минойската цивилизация през XV век пр.н.е..
Осовната дискусия в Scripta Minoa, Vol. 1 касае приликата на критските йероглифи с финикийската азбука. Съвременните учени днес свързват последната с протоханаанската писменост от около XIV век пр.н.е. Финикийската азбука е нейно естествено продължение и по конвенция започва да се нарича финикийска от средата на XI век пр.н.е., от когато датират надписи върху върховете на бронзови стрели.
Линеар Б е разшифрован през 1952 г. от Майкъл Вентрис като писменост на ранен гръцки език. Линеар А не е разшифрована напълно, макар че е частично транскрибиран, използвайки фонетичните стойности от Линеар Б.
Сред научните трудове на Еванс са:
- Evans, A.J. Scripta Minoa – Volume 1, 2.   Oxford, vol. 1, 1909; vol. 2, ed. by J.L. Myres, 1952.
- Evans, Arthur John. The Palace of Minos: a comparative account of the successive stages of the early Cretan civilization as illustrated by the discoveries at Knossos.   London, MacMillan and Co; Online by Ruprecht-Karls-Universität Heidelberg, 1921, 1928A, 1928B, 1930, 1935A, 1935B, 1936. [Volume 1, Volume 2 Parts 1&2, Volume 3, Volume 4 Parts 1&2, Index by Joan Evans].

## Еванс и Балканите
Артър Еванс често пътува в пределите на Османската империя, посещава неколкократно Македония и прави следните заключения:
| „ | 30 септември 1903 г. Сър, като човек, който е имал изключителни възможности да изследва македонския въпрос отвътре, позволих си може би да изтъкна някои от най-съществените условия на сегашното положение... Нека да започна с поправката на една почти всеобща заблуда. Там няма „македонци“. Там са българи. Там са румънци – останки от латиноговорещите жители на римо-илирийските провинции... ...Неприятно е задължението да кажеш на някои от своите приятели горчиви истини, но гръцката претенция към Македония... е присъница (бълнуване)... ...Това голямо надмощие на българския елемент е един основен фактор в днешното положение, който е бил много скриван от статистики, съставени от гръцки източници. Обикновено много несъвършена представа се създава от чужденци и дори консули, чието запознаване с Македония се ограничава главно до градове като Солун или Битоля.((en)) | “ |

Член е на Балканския комитет в Лондон.